# Alanganallur
Alanganallur es una ciudad y nagar Panchayat situada en el distrito de Madurai en el estado de Tamil Nadu (India). Su población es de 12331 habitantes (2011).

## Demografía
Según el censo de 2011 la población de Alanganallur era de 12331 habitantes, de los cuales 6286 eran hombres y 6045 eran mujeres. Alanganallur tiene una tasa media de alfabetización del 78,71%, inferior a la media estatal del 80,09%: la alfabetización masculina es del 86,27%, y la alfabetización femenina del 70,93%.